# 샤를로테 크레치만
샤를로테 크레치만(독일어: Charlotte Kretschmann, 1909년 12월 3일~2024년 8월 27일)은 독일의 여성 슈퍼센티네리언으로, 독일에서 생존한 최고령자이자 최고령 거주자였다.

## 생애
크레치만은 1909년 12월 3일 당시 독일 제국 브레슬라우(현재의 브로츠와프)에서 태어났다. 크레치만에게 오빠, 여동생이 있다. 어린 시절에 체조를 했으며 "부모로부터 원하는 모든 것을 얻었다"고 말했다. 크레치만은 또한 인터뷰에서 자신의 오빠가 "허용된" 일(즉, 스포츠)을 하고 싶다고 말했다. 따라서 그녀는 훈련을 위해 800m를 달렸고 스포츠 당국으로부터 금핀을 받았다. 부모와 형 외에도 포메라니아의 농장에서 살고 있는 조부모도 계셨다. 27세에 크레치만은 스포츠 행사에서 춤을 추던 중 남편 베르너를 만났다(1936년경). 같은 해에 이들은 결혼했고 1937년에는 지크리트(Siegried)라는 딸을 낳았다. 제2차 세계 대전 중에 남편은 군대에 징집되어 프랑스 최전선으로 파견되었다. 크레치만은 고향에 남아 있는 동안 1944년 딸과 함께 슈투트가르트로 도망쳐야 했다. 적십자는 전쟁이 끝나고 세 가족이 그곳에 정착한 후 "부부들의 재결합을 촉진"했다. 크레치만의 남편은 1996년에 사망했고, 그녀의 딸 지크리트는 2019년에 사망했다.
크레치만은 2014년 뇌출혈을 겪을 때까지 혼자 살았다. 이러한 건강 문제로 인해 바덴뷔르템베르크주의 키르히하임운터테크에 있는 요양원으로 이사하게 되었지만, 의사들은 그녀의 나이에 비해 상대적으로 뛰어난 건강 상태를 지적했다. 크레치만은 자신의 삶에 대한 사진 일기를 보관하는 인스타그램 계정을 가지고 있었다. 그녀는 결국 112세의 나이로 독일에서 생존한 최고령자가 되었으며, 2023년 8월 23일 노인학 연구 그룹(Gerontology Research Group)에 의해 그녀의 나이가 확인되었다.
크레치만은 2024년 8월 27일 키르히하임 운터 테크에서 114년 268일을 살고 사망했다.

## 같이 보기
- 최장수인